# Cornelis Jacobus Brill

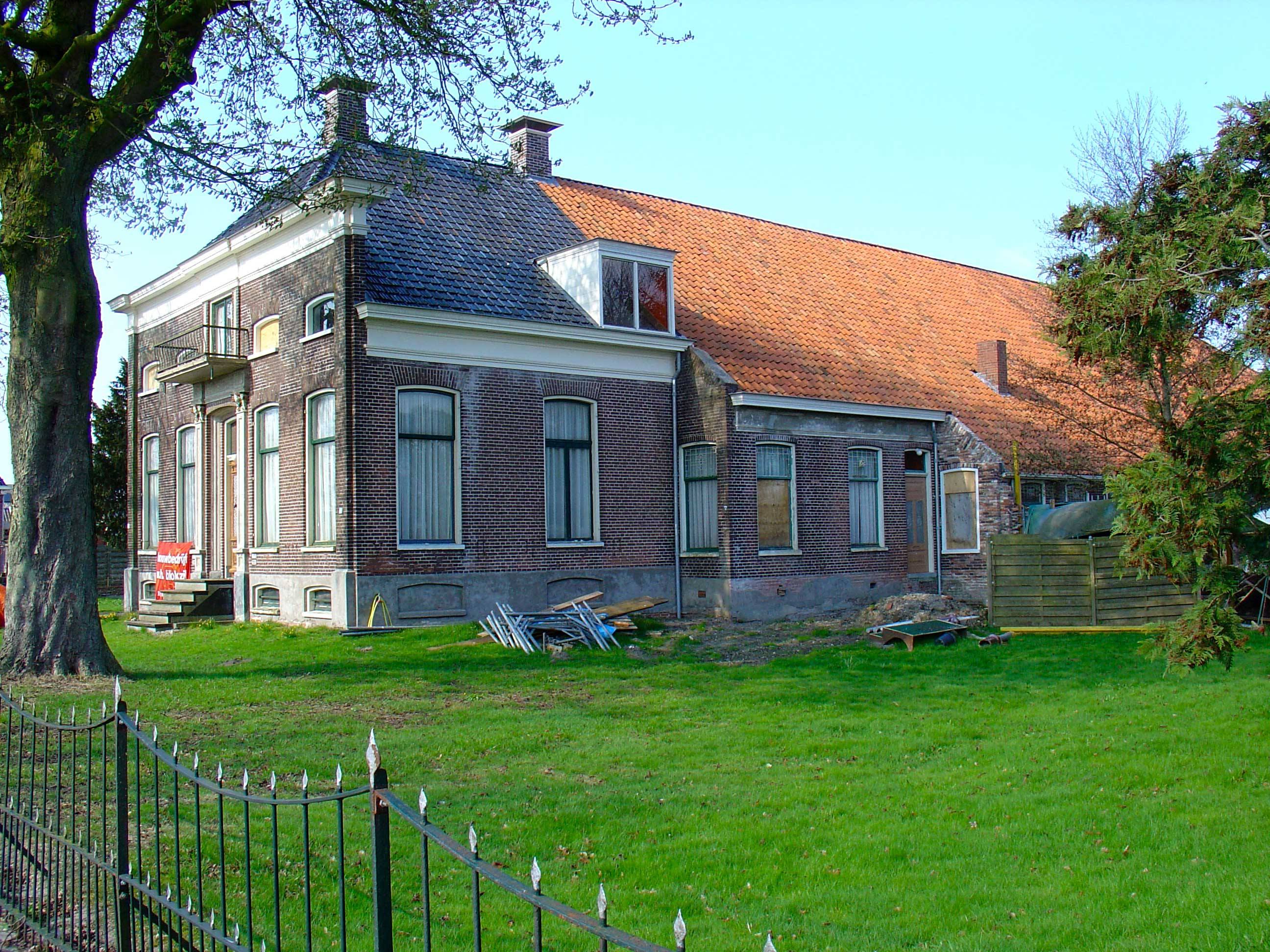
De door Brill ontworpen Oldambsterboerderij aan de Scheepswerfstraat te Stadskanaal, het vroegere Wildervank

Cornelis Jacobus Brill (Wildervank, 7 maart 1853 – Winschoten, 15 mei 1929) was een Nederlandse architect.

## Leven en werk
Brill was een zoon van Jan Brill en van de winkelierster Hinderkien Smit. Zijn vader overleed toen hij twee jaar was. Hij werd architect-opzichter in Nieuwe Pekela en vervolgens architect in Winschoten. In deze plaats ontwierp hij diverse herenhuizen in de Stationsbuurt, onder andere  woningen aan de  Stationsstraat, de Stationsweg, de Blijhamsterstraat en de Emmastraat. In Westerlee ontwierp hij een villaboerderij, het tegenwoordige landgoed Westerlee. In deze plaats zou hij ook de als rijksmonument erkende boerderij Veldzicht hebben ontworpen.
Ook enkele andere ontwerpen van Brill zijn erkend als rijksmonument:
- Rentenierswoning in overgangsstijl met aangebouwd achterhuis aan de Hoofdweg 3 in Bellingwolde (1914)
- Oldambtster boerderij in eclectische stijl aan de  Scheepswerfstraat 38-39 in Stadskanaal (1891)

Brill trouwde op 20 september 1877 in Wildervank met de uit Veendam afkomstige Roelfina Fennechina Prummel, dochter van de timmerman Luitje Jans Prummel en Engelina Reinders Maathuis.